# 시차 (We Are)
"시차 (We Are)"는 대한민국의 래퍼 우원재의 데뷔 싱글로, AOMG를 통해 2017년 9월 4일에 발매되었다. 가온 디지털 차트 2주 연속 1위를 달성했으며, 한국대중음악상 최우수 힙합 노래와 한국 힙합 어워즈 올해의 힙합 트랙을 수상했다.

## 음악 및 가사
이즘에 따르면, "로꼬와 그레이의 시간이 화려한 무대를 사이에 둔 낮과 밤이라면, 우원재는 고독했던 시절과 성공한 지금을 비교한다. 때문에 앞선 둘은 흥겹고 여유롭지만 후자의 이야기는 내면적이다." 이렇게 "'다름'의 시차를 감수한 동아리 3인방은 각자의 방식으로 힙합이란 놀이에 매진한 자신들에게 축배를, 꿈에 정진하고 있는 청춘들에게 격려의 메시지를 전하고 있다."

## 평가
이즘에서 5점 만점에 3.5점을 받았다. 정유나 평론가에 따르면, "우원재의 무덤덤한 랩은 로꼬와 그레이에게 어울리지 않을 것이란 예상을 깨고 좋은 조화를 이룬다."
한국대중음악상의 정병욱 선정위원은 "시차는 감상자의 입장으로부터 멀어져 겉멋으로 얼룩진 주류힙합과 우리 사이 시간과 시각의 차이를 훌륭히 좁혀낸 작품"이라고 평했다. 강일권 선정위원은 "시차는 우원재의 재능이 고스란히 드러난 곡"으로, "랩 퍼포먼스는 물론, 가사의 힘까지 잘 살아있는 곡"이라고 평했다.

### 연말 리스트
| 출판사 | 리스트                | 순위 | 각주  |
| ------ | --------------------- | ---- | ----- |
| 이즘   | 2017 올해의 가요 싱글 | 빈칸 | [ 2 ] |

## 수상 및 후보
| 시상식                  | 연도 | 부문                  | 결과 | 각주  |
| ----------------------- | ---- | --------------------- | ---- | ----- |
| 엠넷 아시안 뮤직 어워드 | 2017 | 베스트 힙합&어반 뮤직 | 후보 | [ 4 ] |
| 멜론 뮤직 어워드        | 2017 | 장르상 랩/힙합 부문   | 후보 | [ 5 ] |
| 한국대중음악상          | 2018 | 올해의 노래           | 후보 | [ 6 ] |
| 한국대중음악상          | 2018 | 최우수 랩&힙합-노래   | 수상 | [ 3 ] |
| 한국 힙합 어워즈        | 2018 | 올해의 힙합 트랙      | 수상 | [ 7 ] |

## 차트

### 주간 차트
| 차트 (2017)     | 최고 순위 |
| --------------- | --------- |
| 대한민국 (가온) | 1         |

### 연간 차트
| 차트 (2017)     | 순위 |
| --------------- | ---- |
| 대한민국 (가온) | 34   |

## 인증
| 국가            | 인증     | 스트리밍 횟수 |
| --------------- | -------- | ------------- |
| 대한민국 (가온) | 플래티넘 | 1억           |